# Atractocerus brasiliensis
Atractocerus brasiliensis is een keversoort uit de familie Lymexylidae. De wetenschappelijke naam van de soort is voor het eerst geldig gepubliceerd in 1825 door Lepeletier & Audinet-Serville.